# Expansión de la humanidad
La expansión de la humanidad o, dicho de otro modo, las migraciones humanas prehistóricas e históricas son los procesos por los cuales el ser humano se extiende paulatinamente hasta colonizar todas las regiones habitables de la Tierra.
El primer gran proceso de expansión lo lleva a cabo el hombre primitivo. Tomando en cuenta el origen africano del género Homo, esta expansión se realiza desde África hacia Eurasia en forma temprana, hace casi dos millones de años.
Pero la expansión global efectiva la realizan los humanos modernos, pues es 
el  Homo sapiens quien, una vez consolidado como especie, coloniza el mundo y sustituye a las demás especies de Homo existentes. Ya que los humanos modernos se habrían originado en el África negra en un período entre los 140 000 y 250 000 años, según una amplia gama de evidencias (ver Origen de los humanos modernos), el momento crucial de expansión de los humanos modernos implicaría una o más migraciones desde África hacia el continente asiático hace unos 60 000 años, según la evidencia genética.

## Expansión del hombre primitivo
Se han hallado fósiles de los primeros humanos fuera de África en Dmanisi (Georgia), con 1,8 millones de años de antigüedad, los cuales son denominados Homo georgicus. Fósiles con 1,5-1,8 millones de años relacionados probablemente con Homo erectus se encontraron en Java, y diversos restos de Homo, en varios yacimientos en China, también por esta época. En la India se encontraron instrumentos achelenses de hace 1,5 millones de años.
En Europa de los más antiguos son los del Homo antecessor en Atapuerca (España), con 0,9 millones de años, probable antepasado del Homo heidelbergensis y el Homo neanderthalensis.

## Expansión temprana del Homo sapiens

### Homo sapiens en Asia: humanos premodernos
Si bien la evidencia genética sugiere que los humanos modernos dejaron África hace unos 60 000 a 65 000 años, la evidencia fósil revela la presencia del Homo sapiens mucho antes en la región del Levante (Cercano Oriente), por lo que estos humanos serían una migración precursora que aparece hace unos 130 000 años o más y desaparece hace unos 70 000 años, tal vez por causas climáticas o competencia con los neandertales. En todo caso es improbable que los humanos de hoy desciendan de este grupo.

#### Paleontología del Cercano Oriente
Hallazgos paleoantropológicos entre 1925 y 1935 en los yacimientos de Skhul y Qafzeh (región Palestina), dan cuenta de la presencia de humanos con características intermedias entre neandertales y humanos modernos. Las huellas más antiguas de este tipo habrían sido recién descubiertas en Qesem (Tel Aviv) con 200 000 a 400 000 años de antigüedad (exageradamente anunciadas como humanos modernos por la prensa). Otros restos son el Hombre de Galilea en Mugharet-el-Zuttiyeh, con 200 000 años. Posteriores a ellos son los humanos de Skhul/Qafzeh, con unos 100 000 años. Luego la región se repoblaría con neandertales; sin embargo se encontraron restos con las características similares intermedias en Amud (Galilea) de hace 40 000 a 50 000 años.
La relación de estos humanos premodernos o «primitivos modernos» con el Homo sapiens y los seres humanos de hoy es un enigma no resuelto, por lo que pueden tejerse diversas hipótesis respecto a las migraciones prehistóricas entre África, Asia y Europa. Restos de hace 130 000 años en África del Norte pudieron estar también relacionados con los del Cercano Oriente.

#### Arqueología en Arabia e India
Se encontraron herramientas en Jebel Faya (Emiratos Árabes Unidos) de hace 125 000 años, similares a las encontradas en África Oriental durante la misma época, y en Omán de hace 106 000 años. Se cree que esta expansión temprana del H. sapiens habría llegado hasta la India hace unos 80 000 años, pues aunque no hay fósiles de esta época, se atribuye al H. sapiens el hallazgo de instrumentos de tipo Paleolítico Medio, tanto antes como después de la catástrofe de Toba, la cual ocurrió hace 73 000 años.
Es posible que para el Homo sapiens premoderno y para el Homo erectus, la catástrofe de Toba causó o contribuyó en su extinción en Asia, mientras que para los humanos modernos implicaría un cuello de botella poblacional, con la subsecuente recolonización de Asia hace 60 000 años.

## Expansión de los humanos

### Origen africano
La expansión de los humanos modernos se inicia dentro de África. Según estudios de genética mitocondrial humana, de una población ancestral originada probablemente en África Oriental se produce una divergencia importante con un grupo que emigra hace unos 120 000 a 144 000 años hacia el sur de África y que constituye la actual población joisán. Esto puede considerarse una probable fractura genética en África producida a causa de condiciones áridas que llevarían a una escisión entre los seres humanos del este del continente africano y los del sur, pues se sugiere que el África oriental sufrió una serie de fuertes sequías entre 135 000 y 90 000 años atrás. Esto significa que sería el período más largo en que dos poblaciones humanas modernas han quedado aisladas una de la otra.
Otra escisión importante fue la de los pueblos pigmeos, en donde la evidencia genética estima que divergieron de los demás grupos africanos muy antiguamente, hace 70 000 años, adaptándose a la vida en la selva ecuatorial africana.

### Hipótesis migratorias

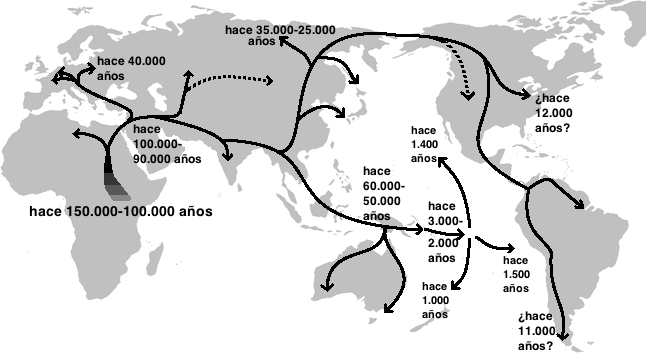
Mapa de las migraciones humanas fuera de África, versión de Naruya Saitou y Masatoshi Nei (2002) del Instituto Nacional de la Genética del Japón que coincide con la versión de Göran Burenhult (2000)

Según algunas versiones (ver mapa), las poblaciones más antiguas son africanas, migrando al Cercano Oriente hace 100 000 años, de donde derivan primero las poblaciones occidentales y posteriormente las demás poblaciones de Oceanía, Asia Oriental y América. Sin embargo estas hipótesis no toman en cuenta que los restos de Skhul y Qafzeh no se han podido analizar genéticamente y tienen una relación discutible con los humanos modernos.

### Lingüística
Algunos autores teorizan que es posible que un idioma ancestral diera lugar a todas las lenguas del mundo, el llamado idioma proto-mundo o proto-sapiens, en lo que se denomina la hipótesis monogenética. Sin embargo para la mayoría de lingüistas no es posible determinar la relación filogenética entre lenguas para una antigüedad mayor a los 6000 años.
Según Merritt Ruhlen (1987), la relación entre las grandes macrofamilias de lenguas del mundo pudo ser la siguiente:
|                  | Macrojoisán                                                         |
|                  |                                                                     |
| Congo‑ sahariana | \| \| Nigero-cordofana \| \| \| \| \| \| Nilo-sahariana \| \| \| \| |
|                  | \| \| Nigero-cordofana \| \| \| \| \| \| Nilo-sahariana \| \| \| \| |
|                  | Nigero-cordofana                                                    |
|                  |                                                                     |
|                  | Nilo-sahariana                                                      |
|                  |                                                                     |

|  | Nigero-cordofana |
|  |                  |
|  | Nilo-sahariana   |
|  |                  |

|  | Euroasiática/nostrática (eurasiáticas y amerindias). |
|  |                                                      |
|  | Lenguas dené-caucásicas (incluye la sinotibetana)    |
|  |                                                      |

|  | Áustrica (del Sudeste de Asia). |
|  |                                 |
|  | Pacífico (australianas, papúes) |
|  |                                 |

|  | Euroasiática/nostrática (eurasiáticas y amerindias). |
|  |                                                      |
|  | Lenguas dené-caucásicas (incluye la sinotibetana)    |
|  |                                                      |

|  | Áustrica (del Sudeste de Asia). |
|  |                                 |
|  | Pacífico (australianas, papúes) |
|  |                                 |

|                  | Macrojoisán                                                         |
|                  |                                                                     |
| Congo‑ sahariana | \| \| Nigero-cordofana \| \| \| \| \| \| Nilo-sahariana \| \| \| \| |
|                  | \| \| Nigero-cordofana \| \| \| \| \| \| Nilo-sahariana \| \| \| \| |
|                  | Nigero-cordofana                                                    |
|                  |                                                                     |
|                  | Nilo-sahariana                                                      |
|                  |                                                                     |

|  | Nigero-cordofana |
|  |                  |
|  | Nilo-sahariana   |
|  |                  |

|  | Euroasiática/nostrática (eurasiáticas y amerindias). |
|  |                                                      |
|  | Lenguas dené-caucásicas (incluye la sinotibetana)    |
|  |                                                      |

|  | Áustrica (del Sudeste de Asia). |
|  |                                 |
|  | Pacífico (australianas, papúes) |
|  |                                 |

|  | Euroasiática/nostrática (eurasiáticas y amerindias). |
|  |                                                      |
|  | Lenguas dené-caucásicas (incluye la sinotibetana)    |
|  |                                                      |

|  | Áustrica (del Sudeste de Asia). |
|  |                                 |
|  | Pacífico (australianas, papúes) |
|  |                                 |

### Genética

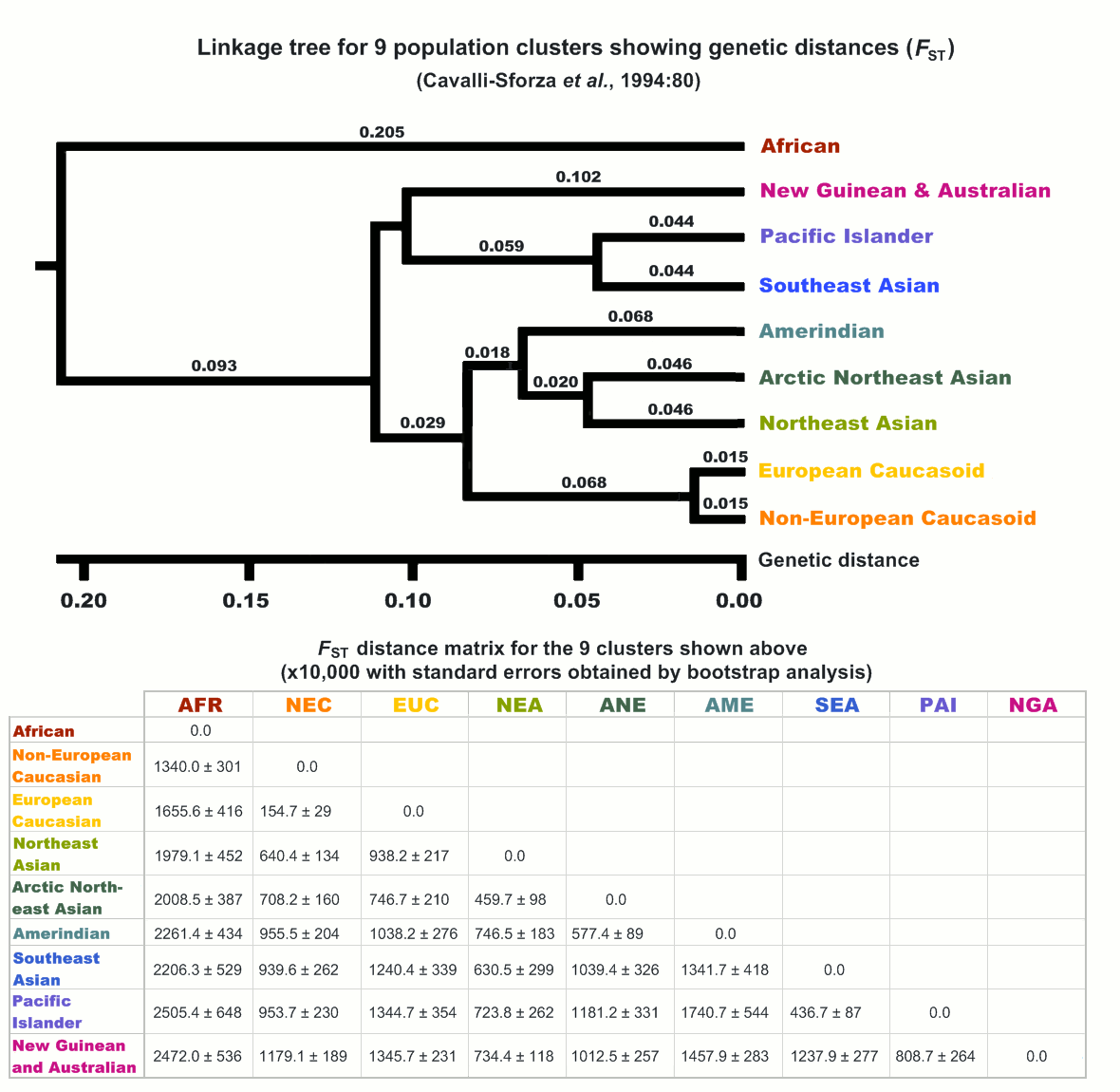
Comparación genética entre 9 poblaciones según Cavalli-Sforza 1988.

El genetista Luigi Cavalli-Sforza, quien se ha dedicado a la genética poblacional evolutiva humana desde 1963, sostiene que los seres humanos somos una especie bastante homogénea genéticamente y las variaciones físicas más evidentes entre grupos son producto de las adaptaciones climáticas. Según el análisis poblacional del ADN y proteínas, se concluye que los humanos modernos se desarrollaron en África hace 150 000 años a partir de una pequeña población y se expandieron por el mundo hace unos 50 000 años. Un trabajo suyo de 1988 compara 9 poblaciones que, a su vez, provienen de 42 poblaciones nativas (ver figura derecha).
Tomando en cuenta la evidencia genética de los últimos años, se establece que el origen de los humanos modernos se sitúa en África y las primeras migraciones efectivas fuera de África se produjeron hace unos 65 000 o 70 000 años, probablemente por una ruta costera desde el este de África hacia el sur de Asia y cruzando por el extremo sur del mar Rojo. Desde el sur de Asia hubo una subsecuente diferenciación entre el acervo genético (gene pool) de Eurasia occidental con el de Eurasia oriental.

#### Genética matrilineal

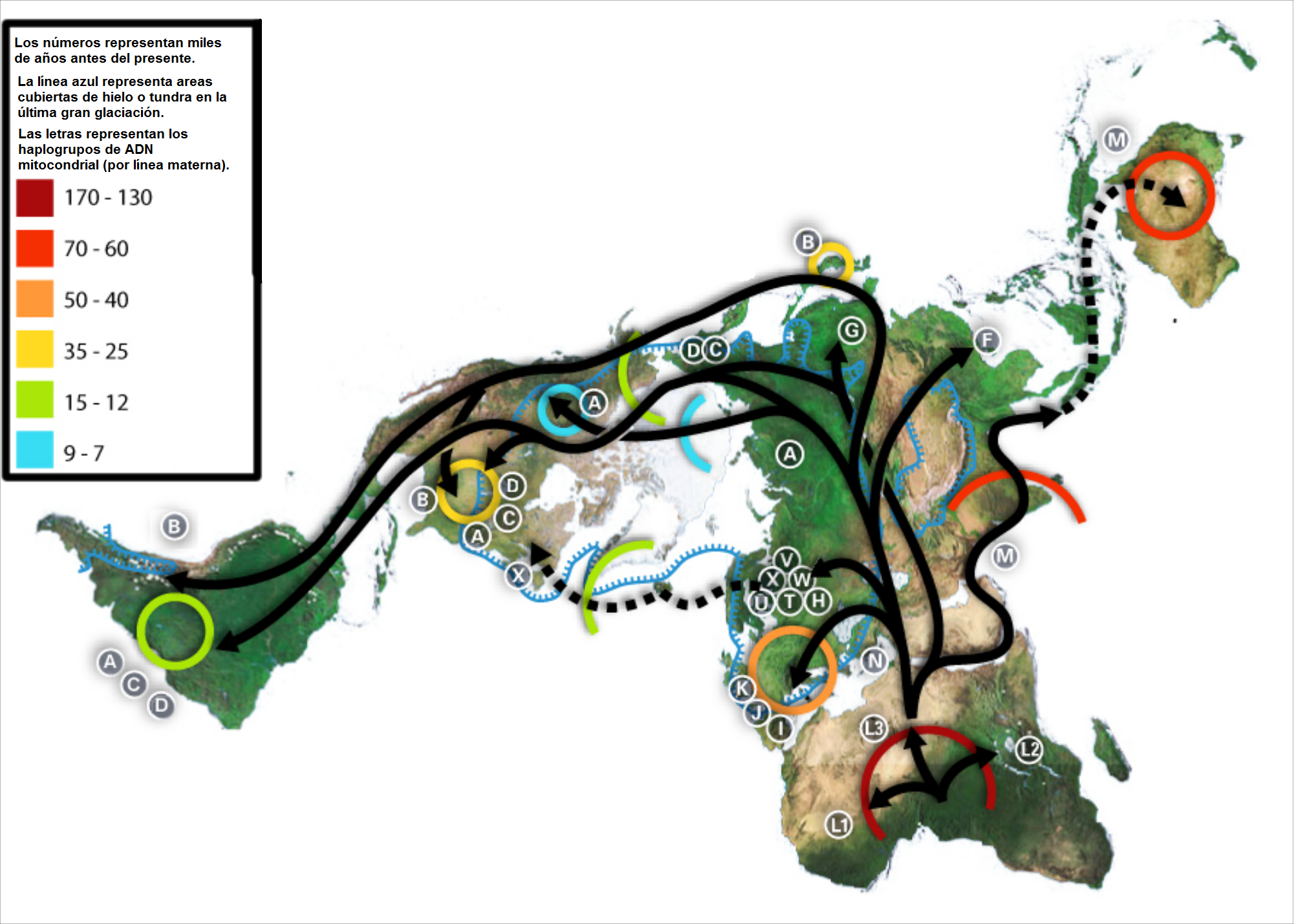
Mapa de las migraciones humanas en haplogrupos mitocondriales según teorías de Spencer Wells (2002) del Proyecto Genográfico.

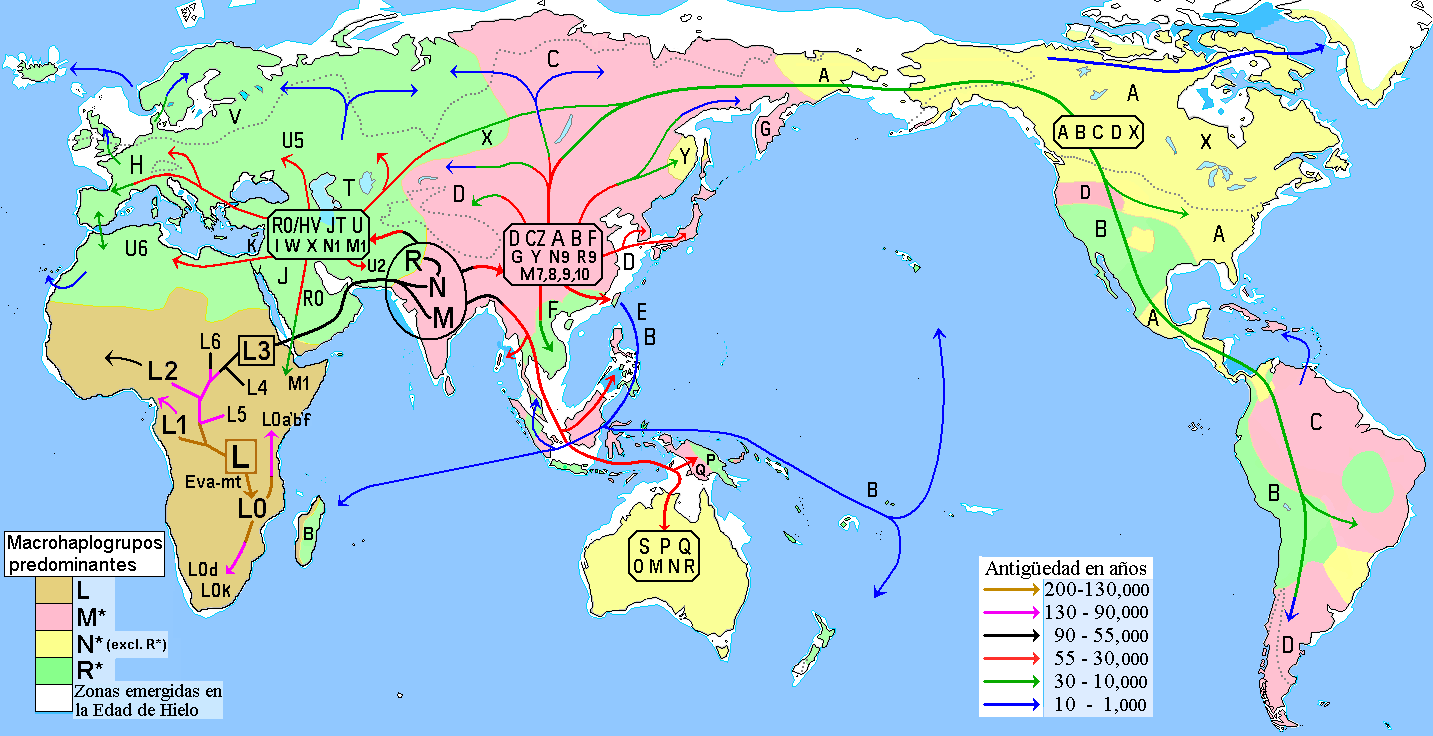
Mapa de las migraciones humanas creado a partir de la genómica mitocondrial de las poblaciones nativas actuales. Las flechas indican la antigüedad aproximada de las rutas migratorias. Las letras representan el origen y/o expansión de los principales haplogrupos de ADN mitocondrial humano que se usan para definir subpoblaciones genéticas y que frecuentemente tienen una correlación geográfica. Las zonas en blanco delimitan las tierras emergidas durante la última glaciación que facilitó las primeras migraciones. Las principales macrorregiones de haplogrupos mitocondriales son: África subsahariana: L, Eurasia occidental: R0, HV, H, V, J, T, U, K, I, W y X, Eurasia oriental: A, B, C, D, E, F, G, M, N, R, Y y Z, nativos de América: A, B, C, D y a menudo X en Norteamérica; y Sahul con descendientes de M, N y R, en donde P es el más destacado.

Dentro de la genética del genoma mitocondrial, se consideró que pudieron producirse 2 corrientes migratorias principales, una por las costas del Sur de Asia hasta Australia, y una segunda hacia el interior de Eurasia con un importante centro de expansión en Asia Central (ver figura derecha). Sin embargo, estudios posteriores revelaron que la influencia genética desde el Asia Central es menor a la previamente supuesta.
La corriente actual mayoritaria sostiene que hubo una sola gran migración de descendientes del linaje L3 por una sola ruta que dio lugar a la gran migración fuera de África y que todo se resume a un solo proceso de origen y dispersión de los linajes M, N y R según la Teoría de la Migración Costera, tal como se muestra en el siguiente mapa (ver abajo),
en donde se grafica una larga historia de los humanos modernos dentro del África negra desde hace unos 200 000 años, seguida por una gran migración fuera de África hace unos 65 000 años y una colonización temprana del Sur de Asia.

#### Genética patrilineal
Según un extenso análisis de la genealogía del cromosoma Y, se sugiere que hubo una o dos migraciones desde África de descendientes del linaje CT, lo que dio lugar a linajes considerados de origen asiático tales como F, C y D, quienes representan la temprana diáspora de los humanos modernos fuera de África.

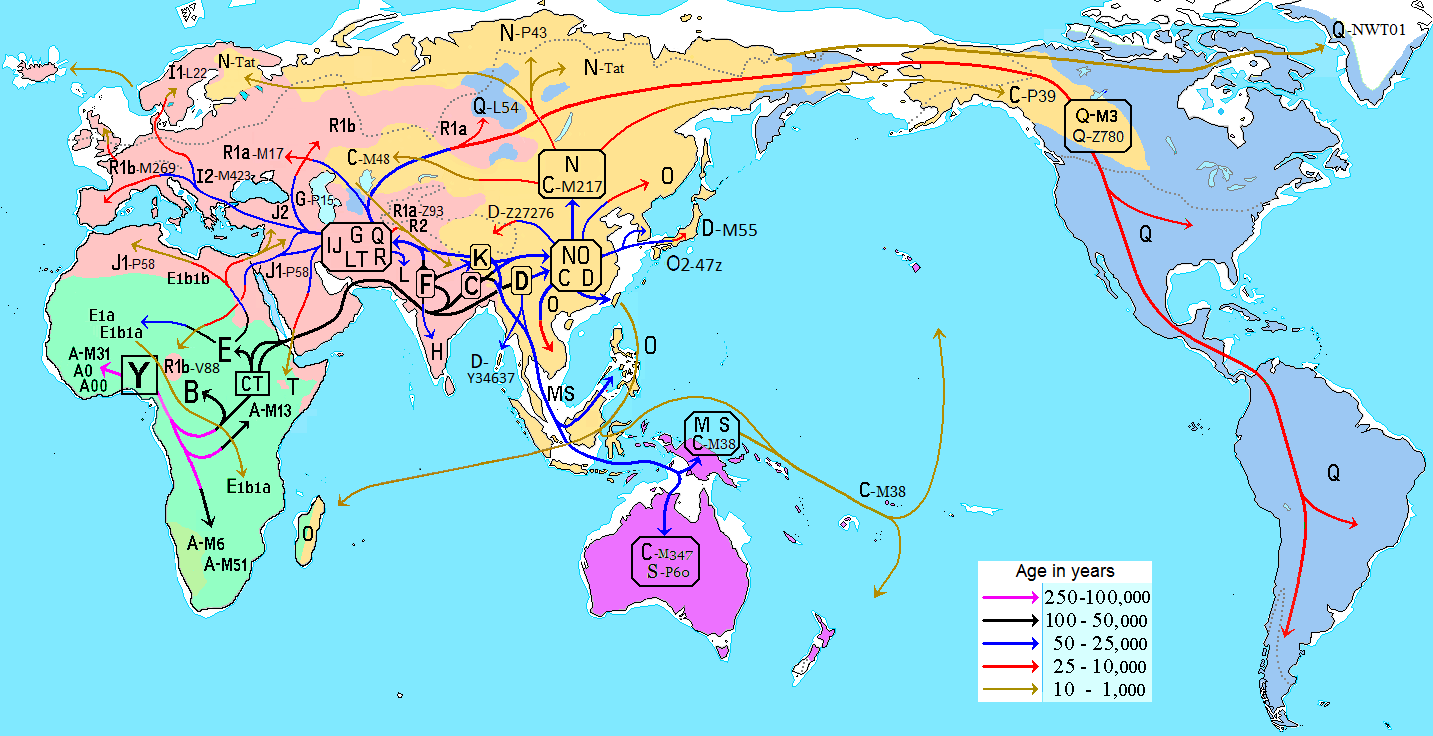
Mapa de las migraciones humanas creado a partir de la genética del cromosoma Y. En verde zona de predominio de los haplogrupos africanos A, B y E, en rosa los haplogrupos eurasiáticos occidentales G, I, J, L, T, Q y R, en color ocre haplogrupos eurasiáticos orientales C3, D, N y O, en gris haplogrupos australianos C4 y K, en violeta haplogrupos del Pacífico C2, K, M y S, y en amarillo claro predominio de los haplogrupos americanos Q1a3a1 y C3b.

### Colonización por regiones
Según los datos más actualizados, la evidencia más antigua de la presencia de los humanos inequívocamente modernos (Homo sapiens sapiens) fuera de África es la siguiente:

#### Península indostánica
La región del Indostán fue el primer territorio colonizado en forma efectiva por los humanos modernos que emigraron de África. Prueba de ello se encuentra en el análisis de ADN de la actual población de la India, el cual tiene la mayor diversidad después de la población africana. Esta hipótesis podría estar respaldada por evidencias paleoantropológicas.

#### Sahul
Luego de haberse asentado en el Sureste asiático (región de la Sonda), el Homo sapiens se aventura al océano usando probablemente pequeñas balsas, coloniza las islas del Este de Indonesia (Nusa Tenggara, Molucas) y llega finalmente al continente Sahul (Australia-Nueva Guinea).
Si bien la literatura del siglo XX habla de una antigüedad mayor a los 60 000 años, los datos más actualizados revelan que los restos fósiles más antiguos podrían ser los del hombre de Mungo en Nueva Gales del Sur (Australia) con unos 42 000 años de antigüedad y los restos arqueológicos de Bobongara en la península de Huon (Papúa Nueva Guinea) con unos 40 000 años. Por otro lado, la evidencia arqueológica del uso de plantas en las montañas de Nueva Guinea y la evidencia genética poblacional en nativos australianos y papúes, coinciden en que el poblamiento de Sahul debió llevarse a cabo hace unos 46 000 años.

#### Australia
Algunas de las primeras evidencias arqueológicas de humanos modernos no-africanos se han encontrado en Australia y datan de hace unos 50 000 años, recientes estudios genéticos basados en la secuenciación del genoma de un aborigen australiano postulan que Australia fue poblada por una dispersión poblacional previa a la expansión que dio lugar a la mayoría de los actuales euroasiáticos, posiblemente los aborígenes australianos se separaron de los euroasiáticos antes de que estos lo hicieran entre ellos y llegaron hasta Australia donde permanecieron. Dispersiones posteriores asimilaron o reemplazaron parte de esta primera ola de dispersión excepto en algunos casos como el de los aborígenes, por tanto los actuales aborígenes son descendientes directos de los primeros humanos que habitaron Australia y que datan de hace 50 000 años, de ser así podría considerarse esta como una de las pocas y más antiguas poblaciones constantes a lo largo del tiempo en un mismo lugar

#### Europa
Los restos fósiles de Homo sapiens más antiguos encontrados hasta hoy, serían los de la Grotta del cavallo en Italia con unos 44 000 años de antigüedad. Igualmente antiguos son los restos de la Caverna de Kent en Devon (Inglaterra) con 43 000 y en Peştera cu Oase (Rumanía) con 40 000 años.
La muestra de arte más antigua, en este caso sobre instrumentos musicales, se hallaron en la cueva de Geißenklösterle en las sierras de Jura de Suabia (sur de Alemania); se trata de unas flautas, hechas de huesos de ave y marfil de mamut que tienen entre 42 000 y 43 000 años de antigüedad.

#### Extremo Oriente
Restos arqueológicos y paleontológicos revelan la llegada de humanos modernos a Borneo hace 45 000 años.
En China, los restos más antiguos atribuidos a humanos modernos son los de Pekín de hace 40 000 años, aunque se especula que pudo haber algún tipo de hibridación con humanos arcaicos. En Japón, los restos más antiguos serían los hallados en la isla Ishigaki, con 24 000 años.

#### Asia Central y Siberia
El poblamiento de Asia Central y Siberia proviene de dos regiones, en un principio desde el Cercano Oriente y posteriormente desde el Lejano Oriente. No proviene del Subcontinente indio debido a que los Himalayas formaron una barrera natural a la expansión directa desde el Sur. En Asia Central, Siberia, pueblos urálicos y en el Oeste de China (como en Xiaohe) se encuentra mestizaje entre linajes típicos de Eurasia Occidental y del Lejano Oriente.
Herramientas de piedra y agujas de hueso atribuidas a humanos modernos, fueron encontradas al Sur de Siberia y poseen unos 40 000 años de antigüedad.

#### América
Según datos recientes, los restos arqueológicos más antiguos ampliamente reconocidos serían los de Monte Verde, al sur de Chile, con 14 800 años. Los restos de la Cultura clovis (EE. UU.), considerados los más antiguos durante décadas, tendrían unos 11 200 años según el carbono 14. De acuerdo con la historia genética de los indígenas de América, los primeros pobladores americanos llegaron de Siberia atravesando el puente de Beringia hace unos 17 000 años. Por otro lado hay reportes sobre dataciones mucho más antiguas especialmente en Sudamérica, los cuales no han sido reconocidos por gran parte de la comunidad científica debido a críticas en los métodos o procedimientos de datación y se mantiene la controversia.